# Centrum informatizace a výpočetní techniky Západočeské univerzity

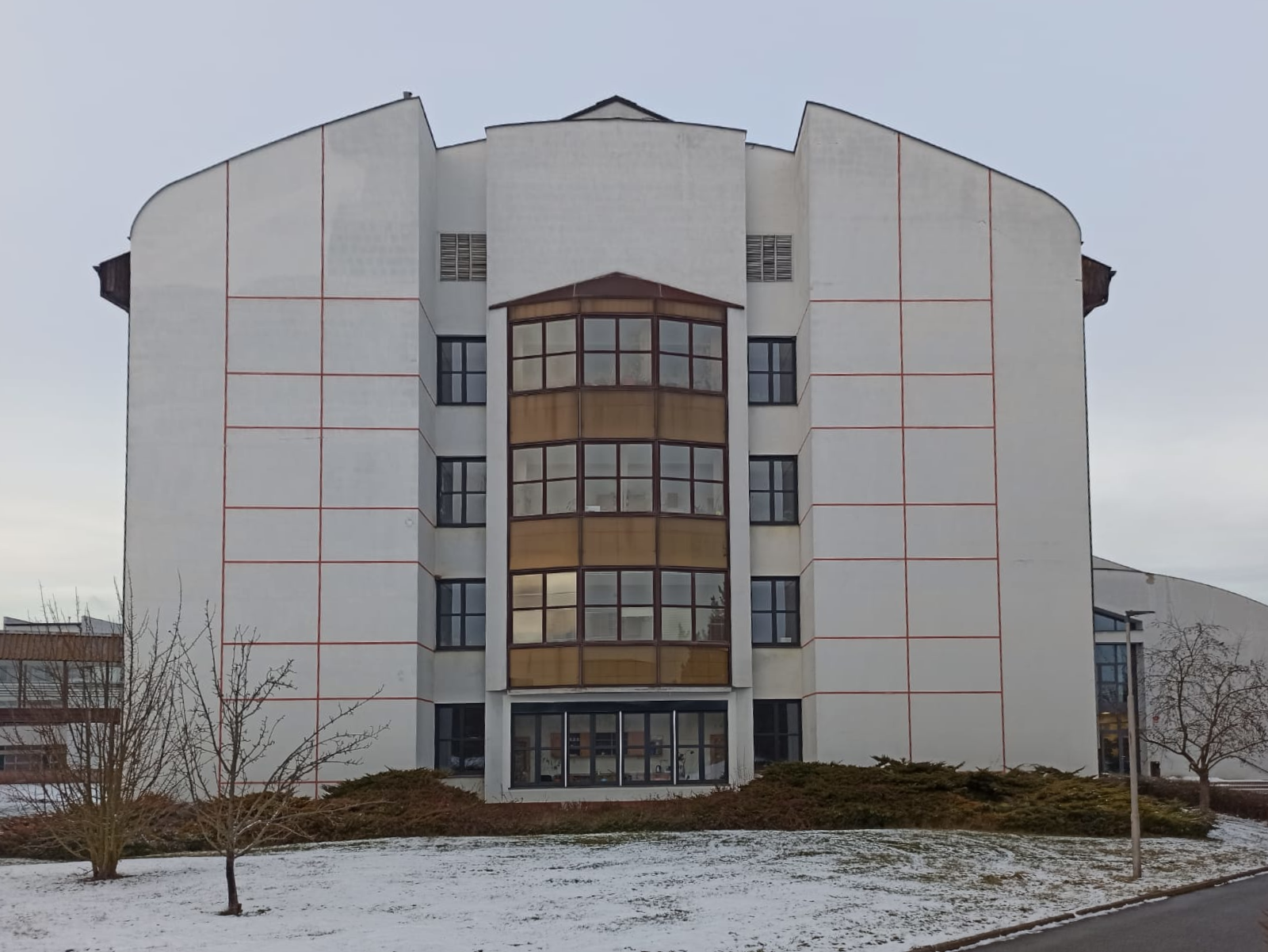
Centrum informatizace a výpočetní techniky

Centrum informatizace a výpočetní techniky (dále CIV) je součástí Západočeské univerzity v Plzni. Centrum zajišťuje pro univerzitu provoz a rozvoj informačních technologií a související infrastruktury. CIV také vyvíjí studijní agendu IS/STAG, kterou využívají i další vysoké školy.

## Historie
Po vzniku Západočeské univerzity v Plzni byl vytvořen v roce 1992 Odbor informatizace. Odbor vznikl sloučením původních pracovišť VŠSE, konkrétně Střediska modernizace výuky, Výpočetního střediska, Ústřední knihovny a Laboratoře výpočetní techniky Fakulty strojní.
V roce 1996 byl Odbor informatizace tranformován na Centrum informatizace a vzdělávání . Součástí CIV byly celky: Laboratoř počítačových systémů, Středisko informačního systému, Technické služby, Centrum fakultních knihoven, Ústav dalšího vzdělávání, KIMEX (jednotka pro hospodářskou činnost) a Informatizační správy fakult. 
V roce 1998 se součástí CIV stalo Západočeské superpočítačové centrum  a
oddělily se Univerzitní knihovna a Ústav dalšího vzdělávání. CIV změnil plný název na Centrum informatizace a výpočetní techniky.
V roce 2018 byla na CIV otevřena specializovaná IoT laboratoř pro podporu studentských projektů.
V současnosti (rok 2022) má CIV tři technické odbory: Odbor infrastruktury ICT, Odbor informačních systémů, Odbor uživatelské podpory a provozu.

## Náplň činnosti CIV
Podle organizačního řádu vykonává CIV mimo jiné následující činnosti:
- správu a rozvoj počítačové síě WEBnet[11],
- centrální správu uživatelů univerzity a jejich autentizačních a autorizačních prostředků včetně zapojení do federačních struktur[12] a napojení univerzity na národní e-infrastrukturu[13],
- kybernetickou bezpečnost univerzity,
- provoz centrálních služeb univerzity (elektronická pošta, datová úložiště, výpočetní zdroje, hosting webů a aplikací...),
- provoz a rozvoj informačních systémů univerzity včetně IS/STAG a datového skladu,
- podporu koncových uživatelů a jejich pracovních stanic,
- centrální správu telekomunikačních a audiovizuálních prostředků univerzity,
- provoz veřejných učeben včetně IoT lab,
- metodickou a poradenskou podporu pro ostatní univerzitní pracoviště v celé oblasti své odbornosti.

CIV také zastupuje ZČU v oborových organizacích a sdruženích z oblasti své působnosti (např. CESNET, EUNIS-CZ, EurOpen.CZ a další).